# Piana di Monte Verna
Piana di Monte Verna község (comune) Olaszország Campania régiójában, Caserta megyében.

## Fekvése
A megye keleti részén fekszik, Nápolytól 40  km-re északra, Caserta városától 11 km-re északi irányban. Határai: Caiazzo, Castel di Sasso, Castel Morrone és Limatola.

## Története
A 11. században alapították. A következő századokban nemesi birtok volt. A 19. században nyerte el önállóságát, amikor a Nápolyi Királyságban felszámolták a feudalizmust.

## Népessége
A népesség számának alakulása:

## Főbb látnivalói
- Santa Croce-templom
- Sant’Angiolillo-templom
- Santa Maria Marciano-templom